# CentOS
CentOS (Community ENTerprise Operating System) – dystrybucja Linuksa oferująca darmowy i wspierany przez społeczność użytkowników system operacyjny oparty na kodzie źródłowym Red Hat Enterprise Linux, co w założeniu ma prowadzić do kompatybilności z tym systemem.
Pierwsze wydanie CentOS w maju 2004 bazowało na kodzie RHEL w wersji 2.1AS. Na początku stycznia 2014 podano do wiadomości, że CentOS łączy się z firmą Red Hat, pozostając jednak nadal niezależną dystrybucją w stosunku do RHEL.
W grudniu 2020 Red Hat zakończył rozwój CentOS. Jednakże w dalszym ciągu rozwijana będzie powiązana wersja rolling release – CentOS Stream. Reakcja społeczności na tę decyzję była jednoznacznie negatywna. Niedługo potem, jeden z założycieli projektu CentOS, Gregory Kurtzer ogłosił nowy projekt, Rocky Linux, mający na celu stworzenie dystrybucji skupionej na oryginalnym celu projektu CentOS.
W CentOS do zarządzania pakietami wykorzystywany jest DNF (od wersji 8.x), w poprzednich wersjach systemu (do wersji 7.x) YUM, a (do wersji 4.x) także up2date.

## Wersjonowanie
Do wydania wersji 7.0 oznaczenia wydań CentOS budowane były z dwóch liczb. Pierwsza odnosi się do numeru wydania głównego Red Hat Enterprise Linux, natomiast druga określa numer wydania poprawkowego. Na przykład CentOS 4.1 jest zbudowany na podstawie pakietów z Red Hat Enterprise Linux 4, uaktualnienie 1.
Począwszy od wydania 7.0, numery wydań CentOS dodatkowo zawierają trzecią liczbę, będącą znacznikiem czasu określającym rok i miesiąc, w którym został wydany kod źródłowy danego wydania. Przykładowo, wydanie numer 7.0-1406 jest zbudowane na podstawie pakietów źródłowych z Red Hat Enterprise Linux 7, uaktualnienie 0, wydane w czerwcu 2014 roku. Dodatkowa liczba ma ułatwić przebudowowywanie obrazów kontenerowych oraz chmurowych, z jednoczesnym wskazaniem na wersję RHEL, do której się odnosi.

## Historia wydań
Pierwszą wersją systemu był CentOS 3 build4-rc0, wydany pod koniec roku 2003. Kolejna wersja, CentOS 3.1 (wersja 3, uaktualnienie 1), została wydana 19 marca 2004. CentOS 4.0, oparty na Red Hat Enterprise Linux 4, ukazał się 1 marca 2005 r. dla architektur procesorów i386 i IA-64. Aktualna stabilna wersja to CentOS 8.0, wydana 24 września 2019.

## Dostępne architektury
CentOS jest dostępny dla tych samych architektur, co Red Hat Enterprise Linux.
- Intel x86 (32-bitowa).
- Intel Itanium (64-bitowa) (tylko do wersji 4.7, podczas gdy Red Hat Enterprise Linux obsługuje tę architekturę również w najnowszych wydaniach).
- Advanced Micro Devices AMD64 i Intel EM64T (64-bitowa).
- PowerPC/32 (Apple Macintosh PowerMac na procesorach PowerPC G3 i G4).
- IBM Mainframe (eServer zSeries i S/390).

Dodatkowo CentOS wspiera również architektury:
- Alpha.
- SPARC („beta”).

## Dystrybucje oparte na CentOS
Polskie dystrybucje:
- Jazz Linux – dawniej Aurox.

Zagraniczne dystrybucje:
- Boston University Linux 4.5 Server Edition (Zodiac).
- NuOnce Networks CentOS/Blue Quartz CD].
- Openfiler.
- Rocks Cluster Distribution – dystrybucja dla klastrów.
- SME Server.
- Trixbox, Elastix – PBX.

## Urządzenia oparte na CentOS
- WebSense V10000 Appliance – brama, serwer filtru treści i systemu antywirusowego. Oparty na platformie Della posiadającej dwa czterordzeniowe procesory Intel Xeon 3 GHz i 16 GB pamięci RAM. Wydajność około 3000 połączeń/sek, przepustowość 250 Mbps[12].